# Nordra Terneskjer
Nordra Terneskjer est une île norvégienne du comté de Hordaland appartenant administrativement à Bømlo.

## Description
Il s'agit de divers amas rocheux et désertiques, à fleur d'eau, qui s'étendent sur environ 183 m de longueur pour une largeur approximative de 90 m. 